# 南北首脳会談
南北首脳会談（なんぼくしゅのうかいだん）は、大韓民国（韓国）と朝鮮民主主義人民共和国（北朝鮮）の両首脳による首脳会談である。

## 第1回南北首脳会談（2000年6月）
2000年6月13日から15日まで韓国の金大中大統領と北朝鮮の金正日総書記（国防委員長）が朝鮮民主主義人民共和国の首都平壌で会談を行った。1948年に朝鮮半島が南北に分断されて以来、両国の首脳が会すのは史上初であった。会談の結果、6.15南北共同宣言が発表された。金大中による対北宥和政策である『太陽政策』の結実と言える。金大中はこの功績により、同年12月にノーベル平和賞を与えられた。
金正日は首脳会談直前の同年5月に最高指導者就任後の初外遊で中国を訪れており、中華人民共和国主席・中国共産党中央委員会総書記の江沢民と南北首脳会談の事前協議を行っていたとされる。
以後、離散家族の再会事業、大韓民国主催のスポーツ行事へ北朝鮮が参加するなど、民間レベルでの交流事業が本格化した。2000年の秋夕（中秋）には金正日から韓国へ3トンのマツタケが贈られた。また、朝鮮統一を見据えた南北交渉が進展し、分断されていた京義線、東海線の鉄道と道路の再連結事業なども進められた。日本やアメリカも雪解けムードに乗じて国交正常化交渉へ乗り出した。特に米朝関係は一挙に進展し、当時のマデレーン・オルブライト国務長官が訪朝、大統領訪朝による首脳会談の可能性すら囁かれた。
しかし2001年9月11日のアメリカ同時多発テロ事件、アメリカのジョージ・W・ブッシュ大統領による「悪の枢軸発言」以降、アメリカによる北朝鮮敵視が明らかになると、南北首脳会談で生まれた協調ムードは再び緊張した。金正日の早期ソウル訪問も計画されていたが無期延期となった。このような圧力政策に押される中、北朝鮮は日本との関係改善に活路を見出し、2002年9月には日朝首脳会談が実現した。
また2003年2月には、南北首脳会談の直前に現代グループの手によって、4億ドルから5億ドルとも言われる違法な巨額の送金が北朝鮮に対してなされていた事実が判明した。中国の北京・マカオ・香港を経由して金正日とその長男の金正男や側近の張成沢に渡ったとされる。これは送金の時期的に南北首脳会談の対価として北朝鮮側に渡された可能性が高く、特別検察官による捜査が開始されたが、捜査期限延長を盧武鉉大統領が許可しなかったことにより真相解明は中途半端なものになった。

## 第2回南北首脳会談（2007年10月）
2007年10月2日から4日まで太陽政策を継承した韓国の盧武鉉大統領が北朝鮮の平壌を訪問して北朝鮮の金正日総書記と会談を行った。「10・4宣言」が採択された。

## 第3回南北首脳会談（2018年4月）

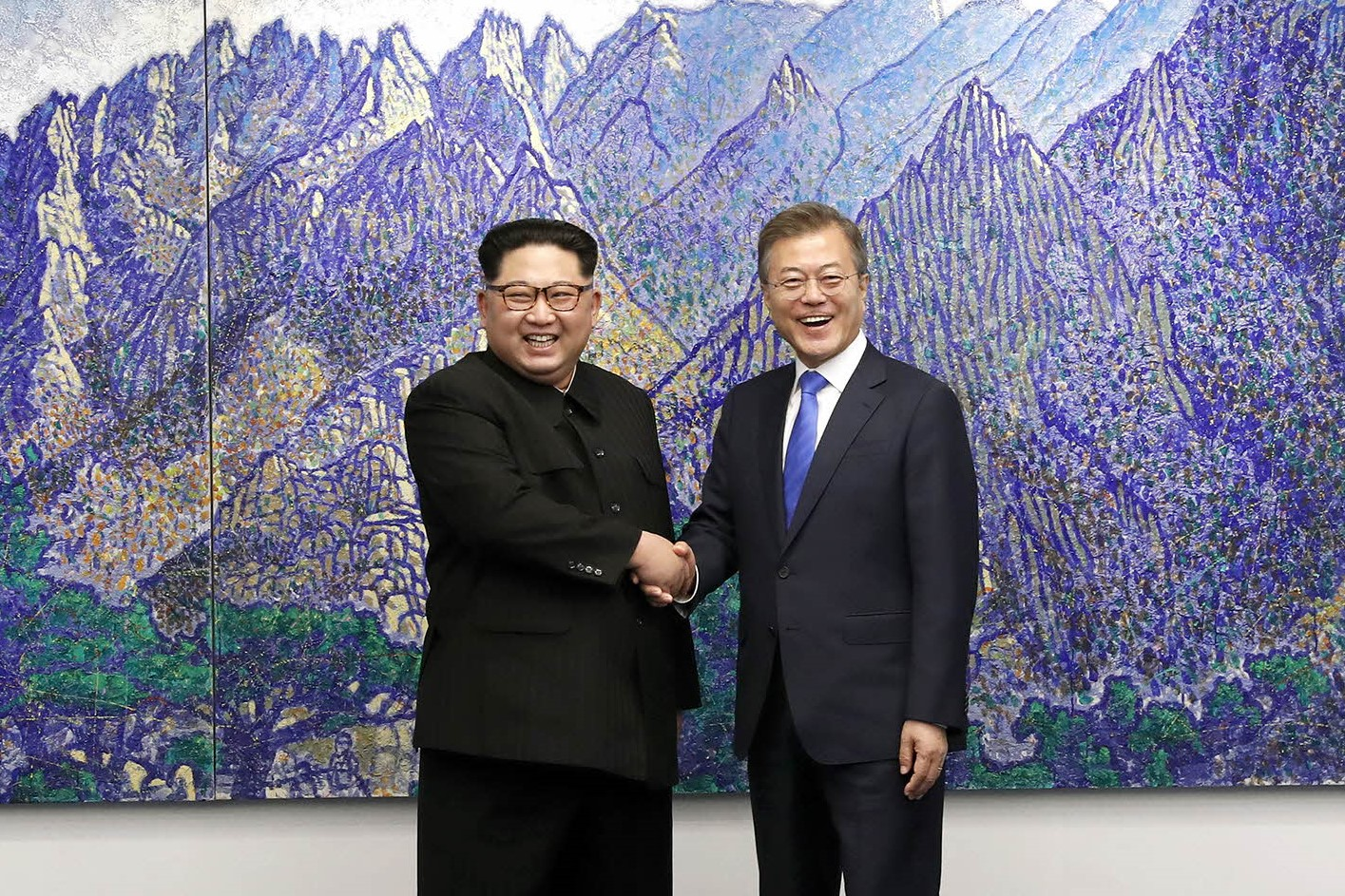
第3回南北首脳会談に臨む韓国の文在寅大統領と北朝鮮の金正恩朝鮮労働党委員長（2018年4月27日撮影）

2018年4月27日に韓国の文在寅大統領と北朝鮮の金正恩朝鮮労働党委員長は板門店の韓国側施設「平和の家」で第3回南北首脳会談を行った。北朝鮮の首脳が軍事境界線を超えて韓国側入りしたことは史上初である。

## 第4回南北首脳会談（2018年5月）
2018年5月26日に韓国の文在寅大統領と北朝鮮の金正恩朝鮮労働党委員長は板門店の北朝鮮側施設「統一閣」で第4回南北首脳会談を行った。

## 第5回南北首脳会談（2018年9月）
2018年9月18日から19日にかけて韓国の文在寅大統領と北朝鮮の金正恩朝鮮労働党委員長は平壌の朝鮮労働党中央委員会本部庁舎と百花園迎賓館で第5回南北首脳会談を行った。
首脳会談終了後の9月20日には両首脳が両江道の白頭山に登頂した。朝鮮民族の聖地とされる一方、北朝鮮では『革命の聖地』とされる白頭山に韓国大統領が登頂したのは史上初である。

## 脱北外交官による評価
北朝鮮側は首脳会談時に統一戦線部長一人だけを同席させている。これについて外交官出身の脱北者は「嘘をつく様子を（北朝鮮側の）複数の人間に見せたくなかったから」として嘘をついているからだと指摘している。北欧の某国の首脳との単独会談に同席したことのある脱北外交官は、金正日総書記が会談で北欧の首脳に「改革・開放」を求められた際に、「その通りだ。われわれには改革が必要だ」と素直に受け入れる振りをしていたのを見ていたと明らかにした。